# Rudolf Ahlström
Alfred Rudolf Ahlström, född 22 oktober 1870 i Lund, död 24 december 1949 i Göteborg, var en svensk veterinär.
Efter studentexamen i Lund 1889 avlade Ahlström veterinärexamen i Stockholm 1893. Han var verksam som veterinär i Lund 1893, blev stadsveterinär i Lunds stad 1904 och i Göteborgs stad 1910. Han var ledamot av fiskexportnämnden 1916 och dess ordförande 1917–1918. Han var avdelningschef i folkhushållningskommissionen 1918–1919 och vice ordförande i Göteborgs torg- och saluhallsstyrelse 1925. Han var ordförande i Sydvästra Sveriges veterinärförening 1928–1940, vice ordförande i Göteborgs djurskyddsförening 1912–1930 och dess ordförande från 1930. Han var även ledamot av styrelsen för föreningen De blindas vänner.
Ahlström ingick 1897 äktenskap med Nathalia Osberg. De fick barnen Giggi (1898–1987, i äktenskap med journalisten Alfred Öste mor till Sven och Bengt Öste), och Gustaf (född 1900). Makarna Ahlström är begravda på Sankt Pauli mellersta kyrkogård i Malmö.